# Paravachonium
Paravachonium es un género de pseudoscorpiones de la familia Bochicidae. Se distribuyen por México en las grutas.

## Especies
Según Pseudoscorpions of the World 2.0:
- Paravachonium bolivari Beier, 1956
- Paravachonium delanoi Muchmore, 1982
- Paravachonium insolitum Muchmore, 1982
- Paravachonium sprousei Muchmore, 1998
- Paravachonium superbum Muchmore, 1972

## Publicación original
- Beier, 1956: Neue Troglobionte Pseudoscorpione aus Mexico. Ciencia, México, vol.16, n. 4/6, p.81-85 (texto intégral).